# Caporciano

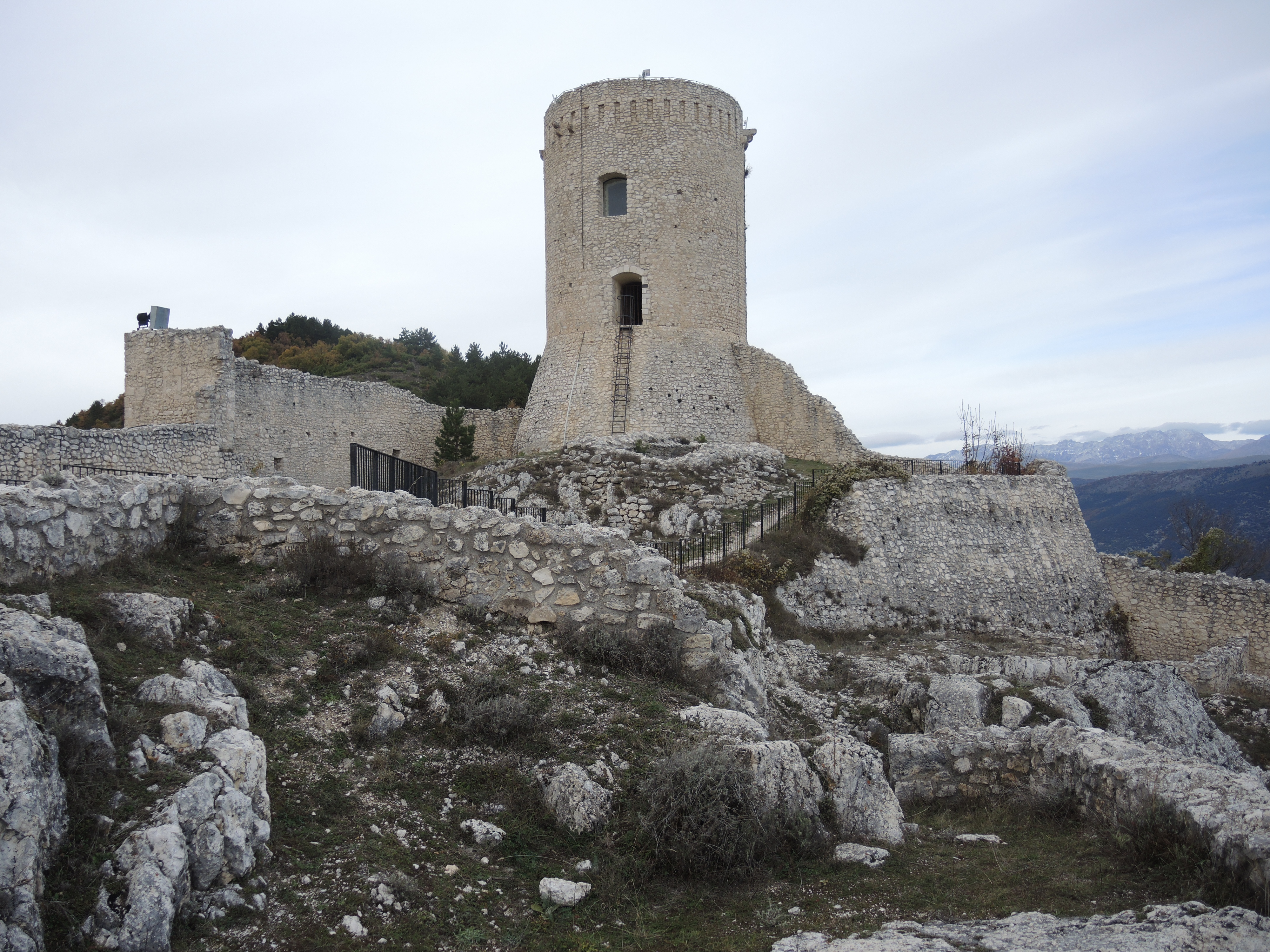
Castello di Bominaco

Caporciano ist eine Gemeinde (comune) in der Provinz L’Aquila in der Region Abruzzen in Italien mit (Stand 31. Dezember 2023) 201 Einwohnern. Die Gemeinde liegt etwa 25,5 Kilometer von L’Aquila und gehört zur Comunità montana Campo Imperatore-Piana di Navelli.

## Verkehr
Durch die Gemeinde führt die frühere Strada Statale 17 dell'Appennino Abruzzese e del Appulo Sannitico (heute eine Regionalstraße) von Antrodoco nach Foggia.